# Bahía San Gregorio (Chile)
La bahía San Gregorio, bahía de San Gregorio o bahía Gregorio es un cuerpo marino del sur de Chile ubicado al nordeste de la entrada oriental o de la Segunda Angostura del Estrecho de Magallanes,  Jurisdiccionalmente pertenece a la Comuna de San Gregorio, Provincia de Magallanes, Región de Magallanes y de la Antártica Chilena.

## Características
La bahía San Gregorio se denomina de este modo en razón del cabo homónimo que la enmarca por el sur, el cual fue bautizado así por el navegante Pedro Sarmiento de Gamboa. El área costera ubicada junto a esta bahía era un tradicional paradero tehuelche o aonikenk, por lo cual los navegantes del estrecho solían contactar en ese paraje a estos indígenas para, trueque mediante, adquirir productos de caza.
Esta bahía comienza por el nordeste en la punta Valle, la cual la separa de la bahía Santiago, la que se ubica hacia el naciente. 
Las costas de la bahía Gregorio son fácilmente accesibles pues son marginadas por la ruta internacional CH‐255 (o ruta internacional Monte Eymond, Paso Integración Austral), provista de carpeta asfáltica. Más hacia el interior corren paralelos a la ribera los montes Gregorio, que alcanzan 259 m s. n. m.
Junto al borde costero e inmediatamente después de la punta Valle, se sitúa la sede de la antigua Estancia San Gregorio, la cual fue declarada “Zona Típica” (según decreto ley Nº304 del 11 de agosto de 2000), propiedad de la Sociedad Ganadera y Comercial Menéndez Behety. Este predio ganadero fue fundado en el año 1876; llegó a ser la mayor estancia de la Patagonia chilena con una superficie de alrededor de 91 800 hectáreas, cuando perteneció al poderoso comerciante y terrateniente asturiano José Menéndez.
En su ribera se observan dos grandes pecios; el más antiguo y valioso es el clíper Ambassador, construido sobre el río Támesis en Londres y botado en 1869. Fue una de las últimas naves de construcción mixta, es decir, a una estructura de hierro se la forraba en madera. Tenía una eslora de 53,54 m, una manga de 9,54 m y un puntal de 5,82 m; su peso era de 714 t. Las últimas décadas fue empleado como pontón de lana; cuando se dispuso su radiación del servicio no fue desguazado, simplemente se lo trasladó a la ribera de la estancia y se lo encalló en la playa. El buque fue declarado por el Ministerio de Educación “monumento marítimo nacional de Chile”, según decreto ley Nº12 del 7 de enero de 1974.
Junto al anterior reposa el vapor “Amadeo”, de 412 t. Fue construido en el año 1884 en Liverpool para una empresa de vapores de la Argentina. En 1892 pasó a formar parte de la empresa naviera “Menéndez Behety”, siendo su nave fundadora y el primer vapor que fue inscripto en la matrícula del puerto de Punta Arenas. Cumplida su vida útil, y por deseo de su armador, en el año 1932 fue varado en la playa de la estancia. En 1972 se lo declaró monumento marítimo nacional de Chile.
Allí nace la ruta (enripiada) Y-499, que corre perpendicular hacia tierra adentro. En el mismo punto, junto a la Capilla de San Gregorio, desemboca el chorrillo homónimo, de agua dulce, que es el curso fluvial más destacado de la bahía. Gracias a la humedad que este proporciona, a unos 600 metros de la costa se ubica la casa patronal del enorme fundo o “Villa San Gregorio”.
La costa continúa hacia el sudoeste formada por un acantilado que crea puntas pequeñas y diminutas bahías, hasta que se abre un saco más profundo –la bahía Gregorio propiamente dicha-,cuyo fondo areno-lodoso queda al descubierto diariamente durante la bajamar, lo cual es aprovechado por numerosas especies de aves limícolas para alimentarse en grandes números, en muchos casos son migradores del Ártico que llegan todos los años a pasar allí el verano austral, regresando a las altas latitudes del Hemisferio Norte para reproducirse. Frente a esta parte de la bahía se sitúa el banco Tribuna.
En su margen hacia el sur se encuentra la Refinería Gregorio de ENAP Magallanes, y el Puerto Sara, con un largo muelle que se adentra en las aguas del Estrecho unos 450 metros. Dio inicio a sus actividades en el año 1980. 
Justo antes de concluir la bahía se encuentra el muelle de 180 metros de la Terminal San Gregorio. Finalmente, el punto final de la bahía Gregorio por el sudoeste lo constituye el cabo Gregorio o San Gregorio, una punta arenosa cuyo extremo remata en una barranca de 7 metros de altura; junto con el cabo San Isidro, situado en la margen fueguina (en la península Juan Mazía), demarcan la entrada oriental de la Segunda Angostura.